# Armored Core: Project Phantasma
Armored Core: Project Phantasma (яп. アーマード・コア プロジェクトファンタズマ Āmādo Koa Purojekuto Fantazuma) — компьютерная игра в жанре меха-шутер от третьего лица, разработанная компанией FromSoftware и выпущенная в 1997 году эксклюзивно для Японии и Северной Америки. Игра является приквелом оригинальной Armored Core.

## Сюжет
История разворачивается за два года до оригинального Armored Core и повествует об расследовании игроком таинственного комплекса Amber Crown, испытательного полигона для теневой Doomsday Organization (в японской версии Wednesday Organization) и их опасных исследований под кодовым названием Project Phantasma. Игрок встречает сбежавшую заключенную по имени Сумика Юутилайнен (сэйю Мики Нагасава), которая помогает игроку, поскольку они оба становятся целью агента организации Стингера (сэйю Сё Хаями).

## Игровой процесс
Project Phantasma имеет аналогичный геймплей из первого Armored Core, в котором игрок выбирают миссии для битв с врагами и зарабатывает кредиты. Большинство видов оружия и предметов из оригинальной игры появляются с новыми дополнениями, которые игрок может приобрести.
Игра позволяет при наличии сохранений на карте памяти перенести своего персонажа со всеми настройками и оружием из оригинальной игры. Игрок также может создать нового персонажа, но при этом потеряют возможность использовать в Project Phantasma определенное эксклюзивное оружие и предметы из оригинальной игры.
В отличие от Armored Core, Project Phantasma не имеет разветвлённую сюжетную линию и вместо этого фокусируется на гораздо более линейном опыте. Вместо 50 миссий оригинала, Project Phantasma включает в себя 17 миссий, но отличающихся большим разнообразием, чем оригинальная игра.
Project Phantasma представляет три новые функции: арену, режим воспроизведения и совместимость с DualShock. На арене игроку предоставляется возможность помериться силами с противниками различной сложности. Арена является необязательной функцией, но позволяет игрокам зарабатывать больше кредитов, чтобы разблокировать новое оружие и предметы для своего меха. Режим воспроизведения позволяет игрокам наблюдать за их последней битвой с разных точек зрения. Функция DualShock обеспечивает вибрацию во время взрывов и ударов.
Также как и в оригинальной Armored Core, в игре есть режим для двух игроков, использующий разделённый экран. Этот режим включает в себя бой один на один и позволяет игрокам использовать свои индивидуальные мехи с помощью карты памяти. Этот режим сохраняет функциональность PlayStation Link Cable, представленную в первой игре, позволяя игрокам соединять две консоли PlayStation вместе и сражаться друг с другом на разных телевизорах.

## Релиз
Project Phantasma была первоначально выпущена в Японии для Sony PlayStation 4 декабря 1997 года. FromSoftware в партнерстве с ASCII Entertainment выпустила североамериканскую версию 7 октября 1998 года. Европейская версия так и не была выпущена.
Как часть набора PSone Classics, Project Phantasma была переиздана в Японии для PlayStation 3 (а позже и для PlayStation Vita) 27 сентября 2007 года. Она никогда не переиздавалась в других регионах.

## Оценки
| Сводный рейтинг      | Сводный рейтинг                                                                    |
| Агрегатор            | Оценка                                                                             |
| -------------------- | ---------------------------------------------------------------------------------- |
| GameRankings         | 74 %                                                                               |
| Иноязычные издания   |                                                                                    |
| Издание              | Оценка                                                                             |
| AllGame              | 3,5 из 5 звёзд · 3,5 из 5 звёзд · 3,5 из 5 звёзд · 3,5 из 5 звёзд · 3,5 из 5 звёзд |
| EGM                  | 5,125/10                                                                           |
| Famitsu              | 27/40                                                                              |
| Game Informer        | 8,75/10                                                                            |
| GameSpot             | 6,6/10                                                                             |
| IGN                  | 7,8/10                                                                             |
| Next Generation      | 3 из 5 звёзд · 3 из 5 звёзд · 3 из 5 звёзд · 3 из 5 звёзд · 3 из 5 звёзд           |
| OPM                  | [ 6 ]                                                                              |
| PlayStation Magazine | [ 7 ]                                                                              |

Игра получила средние отзывы по данным сайта агрегатора рецензий GameRankings. В Японии Famitsu поставил оценку 27 из 40.
Геймплей Project Phantasma был хорошо принят и рассматривался как улучшение по сравнению с оригинальным Armored Core. GameSpot отметили, что глубина миссий, несмотря на то, что их было меньше, была долгожданным дополнением. Allgame похвалили режим арены, заявив как способный занять игроков «неделями». IGN были более сдержан в отношении игры, написав, что это не «высококлассная игра для PlayStation», но всё же «забавная игра в жанре экшен». Next Generation заявило: «Те, кто действительно увлекался оригинальным Armored Core, а таких было немало, должны наслаждаться большим количеством миссий и опций в Project Phantasma».
Рецензенты, в целом соглашаясь с тем, что игра была технически улучшена по сравнению с оригинальной игрой, критиковали отсутствие контента в Project Phantasma. GameSpot отметил, что «Armored Core: Project Phantasma можно пройти за два-три дня, а это означает, что здесь просто недостаточно контента, чтобы оправдать стоимость покупки». GamePro написал, что игра «даст любому меха-партизану хороший бой. Но если вы впервые участвуете в битве роботов, вам лучше сначала взять игру напрокат, а не бросаться в битву, которая, возможно, никогда не будет выиграна».